# San Juan de la Cruz, San Luis de la Paz
San Juan de la Cruz är en ort i Mexiko.   Den ligger i kommunen San Luis de la Paz och delstaten Guanajuato, i den centrala delen av landet, 250 km nordväst om huvudstaden Mexico City. San Juan de la Cruz ligger 1 987 meter över havet och antalet invånare är 253.
Terrängen runt San Juan de la Cruz är platt åt nordväst, men åt sydost är den kuperad. Runt San Juan de la Cruz är det ganska tätbefolkat, med 62 invånare per kvadratkilometer. Närmaste större samhälle är San Luis de la Paz, 13,5 km nordost om San Juan de la Cruz. Trakten runt San Juan de la Cruz består till största delen av jordbruksmark.